# Eduard Vălčev
Eduard Andonov Vălčev (in bulgaro Едуард Андонов Вълчев?; Sofia, 9 giugno 1968) è un ex cestista bulgaro.

## Carriera
Con la Bulgaria ha disputato i Campionati europei del 1989.